# Гродеково II
Гроде́ково 2 — железнодорожная станция в Приморском крае. Расположена в посёлке Гродеково-2 (примыкает к селу Барано-Оренбургское), восточнее станции Гродеково I.
Станция названа в честь Николая Ивановича Гродекова, приамурского генерал-губернатора.
В настоящее время основная функция станции состоит в перевалке грузов, идущих из Китая по железной дороге в Россию, преимущественно в Дальневосточный федеральный округ, а также российских сырьевых экспортных грузов, идущих в Китай.